# Kristinehamn

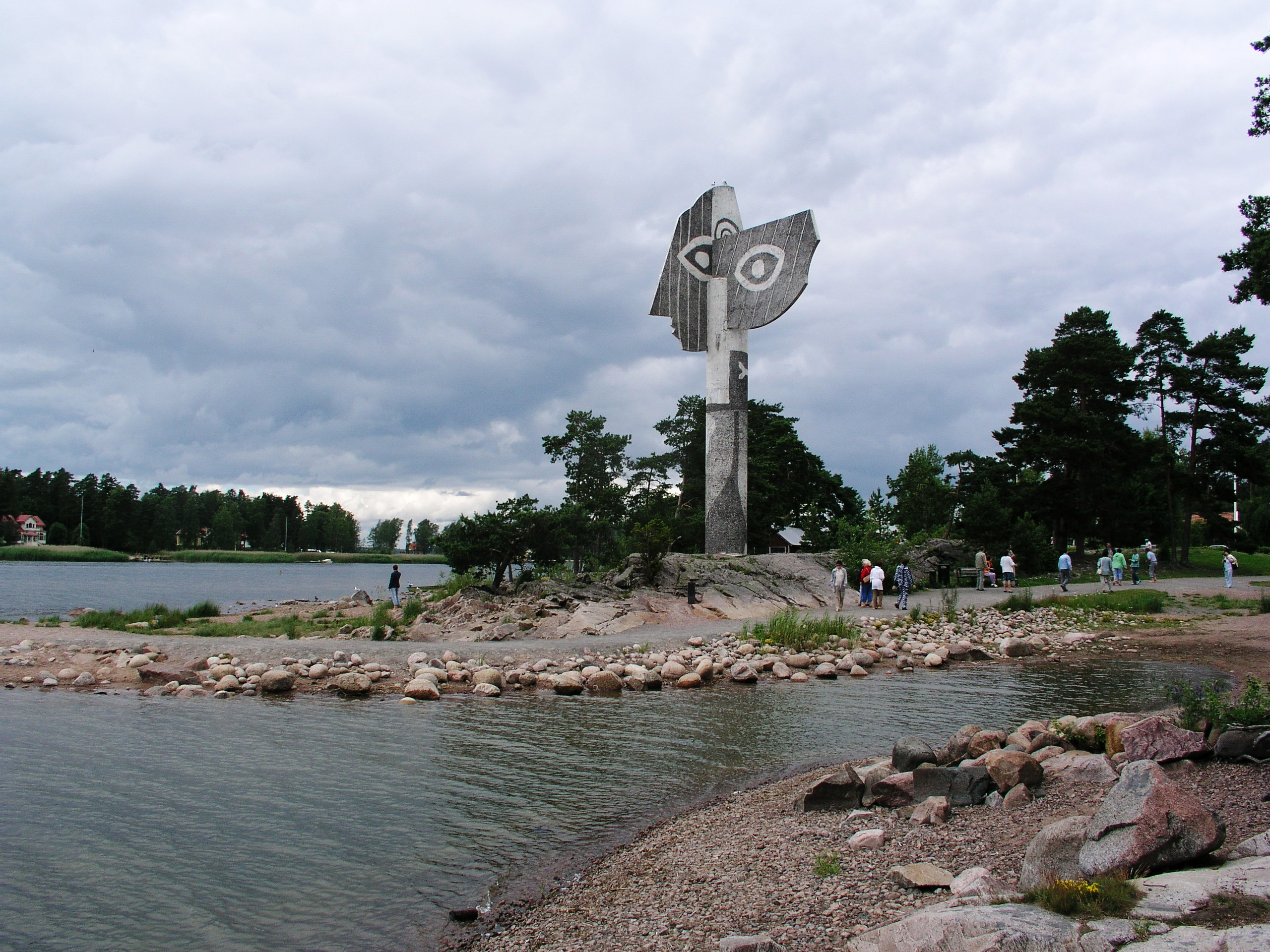
Estàtua de Picasso al llac Vänern

Kristinehamn és un municipi suec del comtat de Värmland, al centre occidental, amb 18.000 habitants i a 67 metres d'alçada. Inclou les ciutats més petites Björneborg, Bäckhammar, Nybble i Ölme.

## Geografia
Kristinehamn està situat a les costes del llac Vänern. Per ser precís, se situa on els petits rius Varnan i Löt drenen el llac. Comptra amb un port. Les ciutats veïnes són Karlskoga i Karlstad, la ciutat més gran de la zona.

## Història
El poble ha tingut una població resident durant segles, com a mínim des de l'edat medieval. La ciutat es construïa llavors al costat del pont sobre el riu Varnan, que en aquell moment també indicava la frontera entre Suècia i Noruega. El seu nom era Broo (o Bro) fins al 1642, que significa pont en suec.
Kristinehamn aconseguia una Carta Reial el 1642, i canviava el seu nom en honor de la reina Cristina de Suècia. Així es qualificava com una de les ciutats històriques de Suècia. Les seves armes de ciutat es designaven amb un bojort, que és un vaixell holandès en ús al segle xvii.

## Llocs d'interès
Prop de les costes del llac Vänern posa una estàtua de Picasso de 15 metres des del 1965.